# Pop
Pop, popularna ili pop-glazba (od eng. popular, omiljen, iz lat. populus, narod), podvrsta je zabavne glazbe koja u pravilu sadrži jednostavne, pamtljive melodije i pripjeve. Često imaju „udicu” – jednu ili više glazbenih, ritmičkih ili vokalnih zamisli osmišljenih da ponavljanjem zakvače slušateljevu pažnju.
Pop je glazba najčešće izravno pristupačna svakome, čak i glazbenom početniku.

## Povijest pop glazbe
Pop glazba pojavila se sredinom 1950-ih godina u Sjedinjenim Državama. Tijekom prošlosti različiti stilovi glazbe širom svijeta uživali su veliku popularnost kroz određeni vremenski period, ali niti jedan se ne može usporediti s velikim utjecajem koji je postigla pop glazba, te osvojila veći dio svijeta.
Pop glazba imala je veliki utjecaj na mlade, pogotovo u poslijeratnom vremenu kada su mlađe generacije zahtijevale da budu prihvaćene pod vlastitim uvjetima. Novi glazbeni stil omogućio im je oslobađanje od inhibicije i zabavu bez ustručavanja. Dodavanjem doo-wopa skladbama pop glazba je sa svojim neugodnim ritmom i grubim tekstovima bila prvi spoj seksualne energije i tinejdžerskog buntovništva. Glazba je postala puno dostupnija jer virtuoznost u vokalnoj i instrumentalnoj izvedbi nije bila preduvjet u njezinoj izvedbi. U to vrijeme sredinom pedesetih zahvaljujući velikoj popularnosti Buddyja Hollyja i Elvisa Presleyja, prodaja gitara dosegla je svoj vrhunac, a pop glazbu počeli su izvoditi i sami tinejdžeri. Uskoro po čitavoj Europi i Americi pojavljuju se brojni novi mladenački sastavi. U Britaniji koja je bila dosta siromašna nakon drugog svjetskog rata na improviziranim instrumentima izvodila se skiffle glazba temeljena na R&B-u, a služila je kao rješenje mladima koji nisu imali dovoljno sredstava za kupnju novih glazbala.

### Kriza rock and rolla
Krajem pedesetih i početkom šezdesetih dolazi do velike krize crnačkoga rock and rolla, kojeg su neki znali zvati „glazbom džungle”. Buddy Holly i Eddie Cochran pogibaju u tragičnim nesrećama, Chuck Berry je zatvoren zbog spolnog odnosa s maloljetnicom, Jerry Lee Lewis oženio se sa svojom trinaestogodišnjom sestričnom, te su ga radi toga masovno bojkotirali, Little Richard posvetio se crkvi, a Elvis se vrati nakon dvogodišnjeg odsluženja vojnoga roka. Sve ove okolnosti dovele su do toga da starija generacija još neko vrijeme održava popularnost, iako će vrlo skoro biti prisiljena priznati poraz u tom glazbenom ratu. U to vrijeme hladnog rata dok je mandat u Bijeloj kući imao John F. Kennedy glazba se nije sastojala samo od sentimentalnih balada i laganih rima, već je bilo i klasičnih trominutnih pop skladbi što su ih stvarale ekipe mladih skladatelja i producenata u Brill Buildingu u New York Cityju.
Pop glazba je širila mladenački optimizam te je istodobno služila kao sredstvo za odvraćanje pažnje od velikih svjetskih problema. Iako je Amerika veći dio 20. stoljeća bila u vodstvu što se tiče pop glazbe, status quo će se promijeniti kada neki britanski glazbenici čiju su karijeru obilježili rock and roll i R&B, svoje znanje prenesu natrag preko Atlantika. Nakon toga pop glazba se proširila čitavim glazbenim svijetom, te postala najpopularnijim glazbenim stilom toga vremena.

### Pop glazba pedesetih
Johnnie Ray bio je jedini pravi tinejdžerski idol toga vremena, pogotovo mlađega ženskoga slušateljstva, koji je svojim ranim hitovima „Cry” i „The Little White Cloud That Cried”, plačljivim stilom pjevanja izazivao poplavu suza te dobio nadimak Prince of Wails (Princ od plača) i Nabob of Sob (Bogataš jecaja). Na ljestvicama slušanosti prevladavli su američki izvođači na obje strane Atlantika poput Deana Martina, Perryja Comoa, Franka Sinatre, Frankiea Lainea, Guya Mitchella, Doris Day, Tonyja Bennetta i drugi, dok su Britanci također slušali niz svojih domaćih izvođača kao što su klavirist Winifred Atwell i pjevači Ruby Murray, Dickie Valentine, Alma Cogan, Anne Shelton, Vera Lynn, Jimmy Young i drugi.
Preuzimanje crnačkih R&B pjesama počeo je 1955. godine Pat Boone svojim obradama „Two Hearts' Otisa Williamsa & The Charms” i „Ain't That A Shame” Fatsa Domina. Boone je tijekom pedesetih godina također izvodio obrade pjesama od Little Richarda, Ivorya Joea Huntera, sastava The Flamingosa i The El Doradosa te su mu pomogle da proda više ploča od bilo kojeg izvođača toga vremena, osim Elvisa Presleyja. Bill Haley je godinu ranije u pjesmi "Crazy Man Crazy" spojio country i western s R&B-om i tako doveo rock and roll na vrhove top ljestvica. Isto je napravio s obradivši pjesmu "Shake, Rattle And Rock'n'Roll" od Big Joea Turnera, kojoj je promijenio mnoge dijelove teksta.
1950-ih godina vrlo popularan je bio takt 6/8 kojim su se izvodile pop balade, a veliki dio melodije bio je smješten u bas dionice. Vodeći izvođači toga vremena bili su Pat Boone, Lonnie Donegan, Paul Anka, Bill Haley & His Comets, Connie Francis, The Everly Brothers, Jerry Lee Lewis, The Platters, Elvis Presley, Cliff Richard i Tommy Steele.

### Pop glazba sredinom šezdesetih
Sredinom šezdesetih veliku popularnost u pop glazbi stekli su Beatlesi čija se glazba temeljila na bubnjevima i gitari. Prate ih rockeri pod utjecajem R&B-a, poput Animalsa i Rolling Stonesa, a tu su također i mod sastavi kao što je The Who. U to vrijeme američki su se izvođači po prvi puta našli u neviđenom položaju da su bili prisiljeni oponašati svoje europske kolege kako bi se našli na top ljestvicama. Sredinom desetljeća sastavi sa zapadne obale poput The Mamas & the Papas i Turtlesa uveliko su doprinijeli uspostavljanju ravnoteže.
Krajem 1970-ih pop glazba je do tada već stvorila usporedni ali posve različiti stil rock glazbe, te se sve više povezuje s komercijalizacijom najboljem i eksploatacijom u najgorem slučaju. Pop glazba prvenstveno je bila privlačna mlađoj generaciji, tinejdžerima i ljudima srednje životne dobi.

### Pop sastavi
Naredna desetljeća u prvi plan izbacuju dimenzije ritma ali glazbeni stilovi poput raggea, rapa i denca, ostaju u središtu glavne upotrebe u pop glazbi. Stil varira u brojnim sastavima od tinejdžerskih The Osmonds i Bay City Rollers u 1970-ma, te Wham! i New Kids On The Block u 1980-ma, pa sve do Hansona i Spice Girls u 1990-ma.
Veliku popularnost u pop glazbi ostvario je švedski sastav ABBA i američki Blondie. Pop sastav Blondie sa svojom vodećom pjevačicom Debbie Harry imao je jedinstveni zvuk zahvaljujući kombiniranju različitih glazbenih stilova; punk, disco i reggae. Skladbe su im bile vrlo plesne ali su često imali vrlo ironične tekstove. Početkom osamdesetih veliku pažnju privlači sastav Duran Duran, te pojava boy bandova kao što su Take That i Backstreet Boys.
Ubacivanjem drugih glazbenih stilova i njihovim korištenjem u pop glazbi, stvorile su se nove podvrste tog žanra kao što je new wave (proizašao iz punka) i 2-Tone (nusproizvod ska). Pop glazba se kroz desetljeća razvijala od funkya do latinske glazbe, a neprestano se razvija i dan danas.

## Poznatiji pop glazbenici
- Madonna, često nazivana kraljicom popa
- Michael Jackson, često nazivan kraljem popa
- Kylie Minogue
- Duran Duran
- Britney Spears, često nazivana princezom popa
- The Beach Boys
- The Beatles
- Robbie Williams
- Juanes
- Justin Timberlake
- Shakira
- Lady GaGa
- Miley Cyrus
- Christina Aguilera
- One Direction
- Katy Perry
- Ed Sheeran
- Justin Bieber
- Ariana Grande
- Shawn Mendes
- Taylor Swift
- Popis članaka o pop glazbenicima na hrvatskoj wikipediji